# 列支敦斯登經濟
列支敦斯登經濟以工業為基礎，並有少量但重要的農業，以及服務業。列支敦斯登和瑞士是關稅同盟，並且使用瑞士法郎作為貨幣。1991年開始，列支敦斯登自1991年開始是歐洲自由貿易聯盟成員，並且也是歐洲經濟區和申根協定成員國。在過去半世紀，列支敦斯登從一個農業國成長為世界最發達的工業國之一。